# Fabronia goetzei
Fabronia goetzei là một loài Rêu trong họ Fabroniaceae. Loài này được Broth. mô tả khoa học đầu tiên năm 1901.